# Richard Rush (Regisseur)

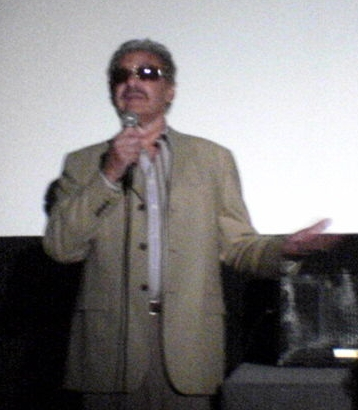
Richard Rush im Jahr 2006

Richard Rush (* 15. April 1929 in New York, NY, USA; † 8. April 2021 in Los Angeles, Kalifornien) war ein US-amerikanischer Filmregisseur, Drehbuchautor und Produzent.
François Truffaut nannte ihn einmal eines der größten Talente des US-amerikanischen Kinos. Richard Rush gilt als Wegbereiter von Hollywoodgrößen wie Jack Nicholson und Francis Ford Coppola.

## Leben
Richard Rush studierte an der UCLA Astronomie und Physik, hatte jedoch Schwierigkeiten mit der dafür notwendigen Mathematik und wechselte sein Hauptfach zu Theaterwissenschaften. Es war das erste Semester des Fachbereichs Film. Rush nannte es später einfach einen glücklichen Zufall.
Seine Arbeiten als Toningenieur in jungen Jahren halfen ihm, die technische Seite des Filmemachens kennenzulernen. Nach seinem Regiedebüt für Universal Studios in Too Soon To Love von 1960, das er auch produzierte und für das er das Drehbuch schrieb, galt er als erster Regisseur des „American New Wave“. 
Rushs nächste Produktionen, darunter Die wilden Schläger von San Francisco (Hell's Angels on Wheels) von 1967 und Psych-Out von 1968, jeweils mit Jack Nicholson, begründeten seinen Ruf als Filmemacher im Schnellverfahren. Getting Straight mit Elliott Gould und Candice Bergen erbrachte 1970 den Universal Studios das höchste Einspielergebnis des Jahres. Auch Freebie and the Bean von 1974 mit Alan Arkin und James Caan war kommerziell erfolgreich. Für Der lange Tod des Stuntman Cameron (The Stunt Man) mit Peter O’Toole von 1980 wurde Rush schließlich bei den Academy Awards als bester Regisseur und für das beste Drehbuch nominiert. Neun Jahre hatte er an dem Film gearbeitet, dessen Produktionsgeschichte oft mit der von Orson Welles’ Citizen Kane verglichen wird. Erstaunlicherweise kam Rushs Karriere nach diesem Erfolg nahezu völlig zum Erliegen. 
1994 drehte er den Erotikthriller Color of Night mit Bruce Willis, der bei den „Razzie Awards“ (Goldene Himbeere) als schlechtester Film des Jahres „ausgezeichnet“ wurde. Danach zog sich Rush vom kommerziellen Kino zurück. Seine letzte Arbeit war eine DVD-Dokumentation über die Dreharbeiten zu The Stunt Man.
Rush starb im Alter von 91 Jahren in seinem Zuhause und wurde von seiner Ehefrau überlebt.

## Filmografie (Auswahl)
als Regisseur
- 1959: Die Sünde lockt (Too Soon to Love)
- 1962: Ohne Moral (Of Love and Desire)
- 1967: Donner-Teufel (Thunder Alley)
- 1967: Die gefährlichen Abenteuer des Jerry Parker (El dedo del destino)
- 1967: Ein gewisser Dick Dagger (A Man Called Dagger)
- 1967: Die grausamen Sieben (The Savage Seven)
- 1967: Die wilden Schläger von San Francisco (Hells Angels on Wheels)
- 1968: Psych-Out
- 1970: Getting Straight
- 1974: Der Superschnüffler (Freebie and the Bean)
- 1980: Der lange Tod des Stuntman Cameron (The Stunt Man)
- 1994: Color of Night

als Drehbuchautor
- 1959: Die Sünde lockt
- 1962: Ohne Moral
- 1980: Der lange Tod des Stuntman Cameron
- 1990: Air America